# Faucaria nemorosa
Faucaria nemorosa, és una espècie de planta suculenta que pertany a la família de les aïzoàcies. És originària de Sud-àfrica.

## Descripció
Faucaria nemorosa és una petita planta suculenta perennifòlia que forma rosetes suculentes i fulles de fins a 5 cm de llargada.
Les flors són grogues fins a 4 cm de diàmetre i es produeixen des de finals de la tardor fins a l'hivern. Les flors només s'obren a plena llum del Sol.

## Distribució i hàbitat
Faucaria nemorosa creix entre a una altitud dels 400 i 900 metres i creix concretament a la província sud-africana del Cap Oriental.

## Taxonomia
Faucaria nemorosa va ser descrit per L.Bolus ex-L.E.Groen i publicat a 'Succulenta (Netherlands)' 73: 41 (1994).
Etimologia
Faucaria: nom genèric que deriva de la paraula fauces = "boca" en al·lusió a l'aspecte de boca que tenen les fulles de la planta.
nemorosa: epítet llatí que significa "gruixut".